# David Warshofsky
David Warshofsky (San Francisco, 23 februari 1961) is een Amerikaans acteur.

## Privé
Warshofsky is getrouwd en heeft uit dit huwelijk twee kinderen, en woont met hen in Los Angeles.

## Filmografie

### Films
Selectie:
- 2022 Blonde - als mr. Z
- 2016 Now You See Me 2 - als agent Cowan
- 2015 Stockholm, Pennsylvania - als Glen Dargon
- 2014 Taken 3 - als Bernie
- 2013 Captain Phillips - als Mike Perry
- 2013 Now You See Me – als Cowan
- 2012 The Master – als politieagent
- 2010 Unstoppable – als Judd Stewart
- 2010 Fair Game – als Pete
- 2009 Public Enemies – als Warden Baker
- 2008 Taken – als Bernie
- 2007 There Will Be Blood – als H.M. Tilford
- 2001 Don't Say a Word – als Ryan
- 1999 The Bone Collector – als partner van Amelia
- 1997 G.I. Jane – als instructeur Johns
- 1997 Face/Off – als bomleider
- 1993 Skinner – als Geoff Tate
- 1989 Born on the Fourth of July – als luitenant in Vietnam
- 1989 Family Business – als aanwezige op Parkeerplaats

### Televisieseries
Uitgezonderd eenmalige gastrollen.
- 2023 Barry - als FBI agent Harris - 3 afl.
- 2021 - 2022 Ordinary Joe - als Frank Kimbreau - 12 afl.
- 2019 - 2021 Snowfall - als kapitein Wells - 2 afl.
- 2020 Stumptown - als Jimmy Arrieta - 2 afl.
- 2017 Law & Order True Crime - als DA Ira Reiner - 3 afl.
- 2017 Scandal - als Theodore - 7 afl.
- 2015 Battle Creek - als agent Bromberg - 3 afl.
- 2009 – 2014 The Mentalist – als Donny Culpepper – 3 afl.
- 2013 Sons of Anarchy - als Stockton politieagent - 2 afl.
- 1999 Mondo Picasso – als kapitein Tam - ? afl.

## TheaterwerkBroadway
- 1995 On the Waterfront - als Tommy
- 1994-1995 Carousel - als Jigger Craigin (understudy)
- 1985-1986 Biloxi Blues - als Roy Selridge / Joseph Wykowski (understudy)

- Biblioteca Nacional de España: XX5229499
- Gemeinsame Normdatei: 1023049430
- International Standard Name Identifier: 0000 0000 4504 4710
- Library of Congress Control Number: no2003112001
- Virtual International Authority File: 78477878